# ファンファーレと熱狂
『ファンファーレと熱狂』（ファンファーレとねっきょう、英文表記: FANFARE & MADNESS）は、2007年から2014年まで活動していた日本のロックバンドandymoriの2枚目のオリジナルアルバム。2010年の2月3日にYouth Recordsよりリリースされた。

## 概要
本作はandymoriが2009年にリリースしたセルフタイトルアルバム『andymori』以来1年ぶりにリリースされた。2009年中に開催されたワンマンライブ会場にて発売が告知され、ライブ中に演奏された新曲13曲が収録されている。ジャケットワークには国籍不揃いな人々の写真がコラージュされている。楽曲「1984」「CITY LIGHTS」「ビューティフルセレブリティー」「ナツメグ」「グロリアス軽トラ」にはそれぞれミュージック・ビデオが作成された。「CITY LIGHTS」は、「スペースシャワーTV」の2010年1月度の「POWER PUSH!」に選出され、1ヶ月間ヘビーローテーションされた。

## 評価
ロッキングオンジャパンの古川晋は、2009年リリースの前作の爆発力豊かな構成と比較し、時代の本質を射抜く楽曲表現が大衆に刺さる可能性を大いに秘めていると評価している。CDjournalの廿楽玲子は、20代半ばの若者たちの混乱と怒り、諦めと希望、毒と笑いがカオスのように渦巻いており、闇雲なパワーで停滞した時代の空気をかきまわす新作であると評している。TOWER RECORD ONLINEのディスクレビューにおいて、ガイドの金子厚武は、プロダクションの向上によって作品としてのクオリティを高めながら、表現の鮮度は一切落ちていない傑作であると肯定的な評価を述べている。音楽誌「snoozer」による、2010年の年間ベストアルバムランキングにおいて、国内ミュージシャンとしては最高順位となる13位に選ばれた。また、本作はリリースの翌年、2011年に発表された第3回CDショップ大賞において最高賞を受賞した。

## 収録曲
| 全作詞: 小山田壮平、全編曲: andymori。 |                                  |            |       |
| #                                      | タイトル                         | 作詞・作曲 | 時間  |
| 1.                                     | 「1984」                         | 小山田壮平 | 4:47  |
| 2.                                     | 「CITY LIGHTS」                  | 小山田壮平 | 3:03  |
| 3.                                     | 「ずっとグルーピー」             | 小山田壮平 | 1:49  |
| 4.                                     | 「僕がハクビシンだったら」       | 小山田壮平 | 1:32  |
| 5.                                     | 「16」                           | 小山田壮平 | 3:46  |
| 6.                                     | 「ビューティフルセレブリティー」 | andymori   | 3:44  |
| 7.                                     | 「Transit in Thailand」          | 小山田壮平 | 1:53  |
| 8.                                     | 「クレイジークレーマー」         | 小山田壮平 | 2:09  |
| 9.                                     | 「ナツメグ」                     | 小山田壮平 | 0:29  |
| 10.                                    | 「バグダッドのボディーカウント」 | 小山田壮平 | 2:20  |
| 11.                                    | 「オレンジトレイン」             | 小山田壮平 | 4:51  |
| 12.                                    | 「SAWASDEECLAP YOUR HANDS」      | 小山田壮平 | 3:34  |
| 13.                                    | 「グロリアス軽トラ」             | 小山田壮平 | 2:13  |
| 合計時間:                              | 合計時間:                        | 合計時間:  | 36:10 |

## 参加ミュージシャン
- andymori
  - 小山田壮平 - ボーカル、ギター
  - 藤原寛 - ベース
  - 後藤大樹 - ドラム
- 櫻井賢司 - トランペット
- 高橋弘幸 - ゲストボーカル